# Luis Aizpuru y Mondéjar
Luis Aizpuru y Mondéjar (Ferrol, 5 de febrero de 1857-Madrid, 31 de marzo de 1939) fue un militar y político español, ministro de Guerra y alto comisario de España en Marruecos.

## Biografía
Ferrolano, nació en 1857. En 1874 ingresó en la Academia de Infantería y en 1915 fue nombrado comandante general de Melilla, sucediendo a Francisco Gómez Jordana.
Fue Jefe del Estado Mayor Central del Ejército entre el 7 de enero de 1922 y el 28 de julio de 1923 y ministro de Guerra entre el 26 de mayo y el 15 de septiembre de 1923 en dos gobiernos García Prieto, inmediatamente previos a la dictadura de Primo de Rivera. Ocupó el cargo de alto comisario de España en Marruecos entre 1923 y 1924.
Fue miembro de la Asamblea Nacional Consultiva de la dictadura entre 1927 y 1930.
Falleció en Madrid el 31 de marzo de 1939.